# Pont suspendu de Bourret
Pour les articles homonymes, voir Bourret.
Le pont de Bourret est situé à Bourret, dans le département de Tarn-et-Garonne (Occitanie, France)

## Histoire
Le pont a été conçu par le commandant Albert Gisclard et construit par l'entreprise de Ferdinand Arnodin pour permettre le franchissement de la Garonne par la voie ferrée des Tramways de Tarn-et-Garonne et une voie routière. 
Il a été transformé en pont routier sur l'ancienne RN128 après la fermeture de la ligne de chemin de fer.
Actuellement, le pont est fermé à toute circulation.
Le pont a été classé au titre des monuments historiques le 30 septembre 1994.

## Caractéristiques
L'ouvrage est un pont à haubans de trois travées de 69,67 m - 65,01 m - 52,93 m. 
Le concept inclut une suspension du tablier rigidifiée par un système de "fermes" triangulées et indéformables, qui est une originalité propre à Albert Gisclard. Le pont franchit la Garonne. 